# Provincia di Isole Dinagat
La provincia di Isole Dinagat è un arcipelago e una provincia delle Filippine facente parte della regione di Caraga, costituita essenzialmente dall'isola di Dinagat, che occupa circa l'80% del territorio provinciale ed è situata a nord-est di Mindanao.
Il suo capoluogo è la città di San Jose.

## Storia
Durante la seconda guerra mondiale le sue acque furono teatro nell'ottobre 1944 della battaglia dello stretto di Surigao nella quale, in uno scontro decisivo, gli statunitensi sconfissero i giapponesi in quella che viene ricordata come l'ultima battaglia navale in linea della storia.
Dinagat Islands è una provincia di recente formazione. È stata fondata il 2 dicembre 2006 staccandosi dal Surigao del Norte.

## Geografia fisica
L'isola di Dinagat si estende in direzione nord-sud per una lunghezza di circa 60 km, tra il Mare delle Filippine ad est e lo stretto di Surigao ad ovest. A sud ci sono il Surigao del Norte e l'isola di Mindanao, ad ovest c'è l'isola di Leyte e a nord l'arcipelago delle Visayas.

## Geografia antropica

### Suddivisioni amministrative
Isole Dinagat è divisa in 7 municipalità.
- Basilisa
- Cagdianao
- Dinagat
- Libjo
- Loreto
- San Jose
- Tubajon

## Economia
L'isola è prevalentemente montuosa ed ha un sottosuolo ricchissimo, da cui si ricavano minerali di manganese e di cromo; altra importante risorsa è la copra.
Le bellezze naturali delle spiagge e dell'interno incontaminato sono un grande richiamo per i turisti che aumentano con l'aumentare delle strutture ricettive realizzate.